# روگیت
روگیت (به انگلیسی: Rogiet) یک منطقهٔ مسکونی در بریتانیا است که در مونموت‌شر واقع شده‌است. روگیت ۱٬۸۱۳ نفر جمعیت دارد.